# Egypt Lake-Leto
Egypt Lake-Leto – jednostka osadnicza w Stanach Zjednoczonych, w stanie Floryda, w hrabstwie Hillsborough.